# Kulturanalys
Kulturanalys utvecklades under 1970-talet och innefattar områden som genus, etnicitet och identitet. Viktiga i etableringen av kulturanalys anses vara Michel Foucault och Pierre Bourdieu. 
Kulturanalys handlar om det kulturellas betydelse i samhällslivet. Det ger förmågan att analysera hur likheter och skillnader i människors erfarenheter, synsätt och värderingar inverkar på deras möjligheter att förstå och samarbeta med varandra.
Ett ungdomsgäng är ett exempel på en kulturanalytisk studie. Där kan forskaren rikta in sig på gemenskap och delaktighet och hur de identifierar sig med varandra. Hur personliga erfarenheter förenar en grupp med hjälp av bland annat minnen, internskämt, musiksmak och klädstil; Attribut som kan få utomstående att känna sig exkluderade. Även olikheter och motsättningar är faktorer som måste tas hänsyn till. Det finns olika sammanhang för varje enskild individ att ingå i, och där råder olika normer, som exempelvis i skolan, hemmet eller på fotbollsträningen. 